# Sónia Ramos
Sónia Cristina Silva dos Ramos (nascida em 28 de fevereiro de 1973, em Évora) é uma jurista portuguesa, deputada à Assembleia da República e política. É deputada à Assembleia da República na XV legislatura pelo Partido Social Democrata, eleita pelo Círculo eleitoral de Évora.
É vereadora da Câmara Municipal de Estremoz desde 2021 e foi Presidente do Partido Social Democrata do Distrito de Évora entre 2016 e 2022.